# Achryson meridionale
Achryson meridionale es una especie de escarabajo longicornio de la subfamilia Cerambycinae, tribu Achrysonini. Fue descrita científicamente por Martins en 1976.
Se distribuye por Brasil. Mide aproximadamente 9-14,4 milímetros de longitud. El período de vuelo de esta especie ocurre en los meses de enero, septiembre, octubre, noviembre y diciembre.